# Список епископов Фараса

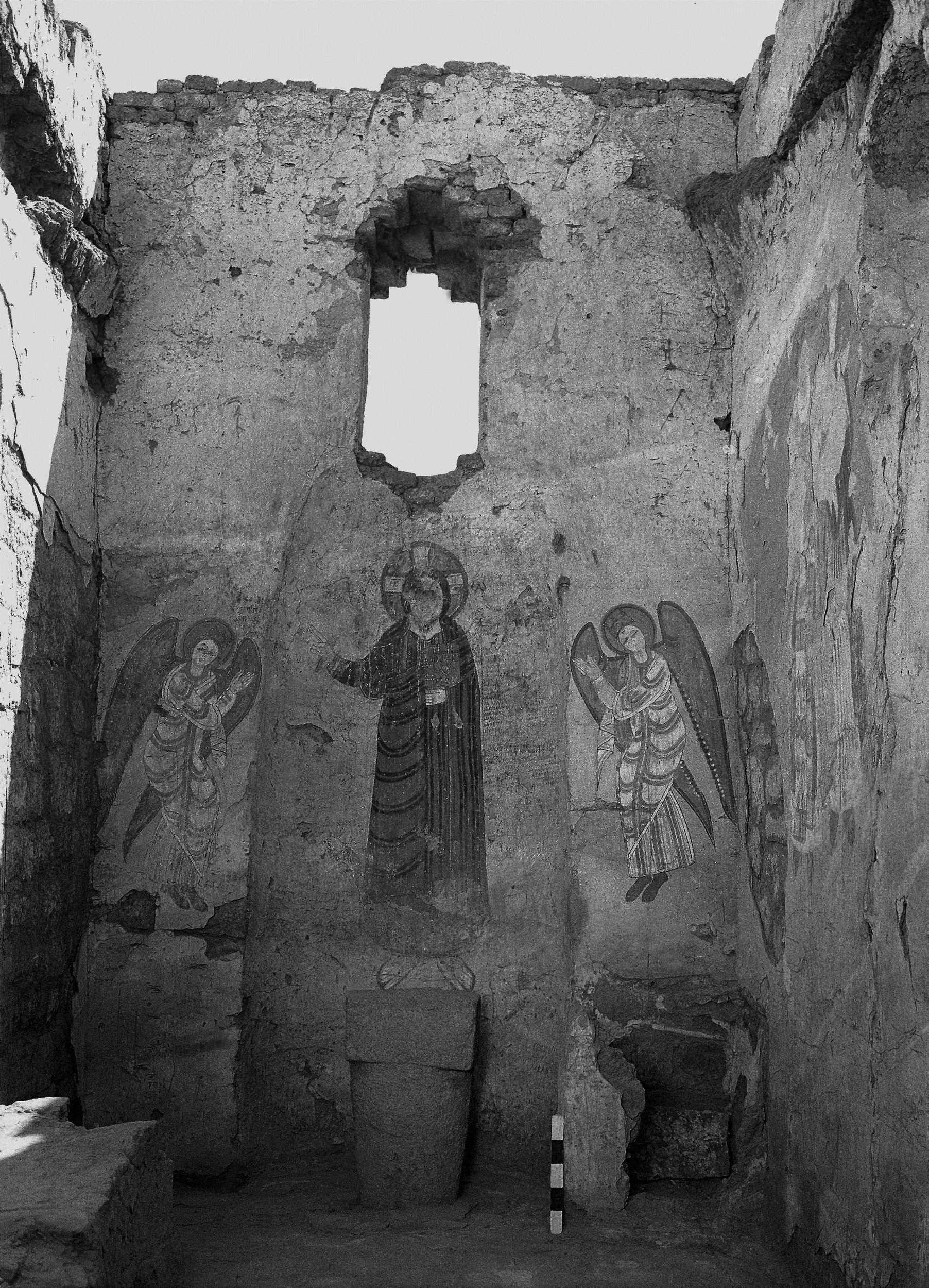
Стена баптистерия со списком епископов, находящимся справа от центральной фигуры — Христа

«Список епископов Фараса» — один из важнейших документов, найденных польской археологической экспедицией в Фарасе, написан на штукатурке в нише восточной стены древнего баптистерия собора.
Список содержит имена 27 епископов собора, в нём указаны продолжительность епископата и месяц смерти епископа. Старейшая часть списка датируется ок. 902 годом. Он написан на греческом и коптском языках, видно явное влияние древненубийской орфографии. Этот памятник архитектуры сохранился не достаточно хорошо в основном из-за влияния влаги. На основе списка была установлена хронология развития живописи в Фарасе (благодаря обычаю, согласно которому епископ не позднее, чем на второй год после вступления в должность, помещал в соборе свой портрет), что помогло в определении истории нубийской и коптской живописи в период с начала VIII до конца XIII века.

## Описание
Список имеет размеры 58x87 см, первоначально находился на стене в нише в юго-восточном углу собора в Фарасе (справа от образа Спаса Эммануила, размещенного в центре ниши), в настоящее время находится в Национальном Музее Судана в Хартуме. Написан черными чернилами, состоит из 31 строки, разбитых на пяти столбцов, в которых находятся (слева направо): 1. имя, 2. слово «лет», 3. годы епископата, 4. месяц смерти и 5. день смерти епископа. Записи о последних епископах включают дополнительные данные: содержат титул «Епископ Пахораса», имя «духовного» отца и возраст умершего.
По стилю письма можно сделать вывод, что список составляли разные люди. Первые пятнадцать записей были написаны одним человеком, записи № 19 и 20 также выполнил один и тот же писец. Кроме того, в случае имен № 16 и 20 заметна реставрация записей, состоящая в повторном написании букв или всего имени чёрной тушью, выполненная другим писцом, нежели тем, кто делал первоначальные записи.

## Епископы, имена которых включены в список

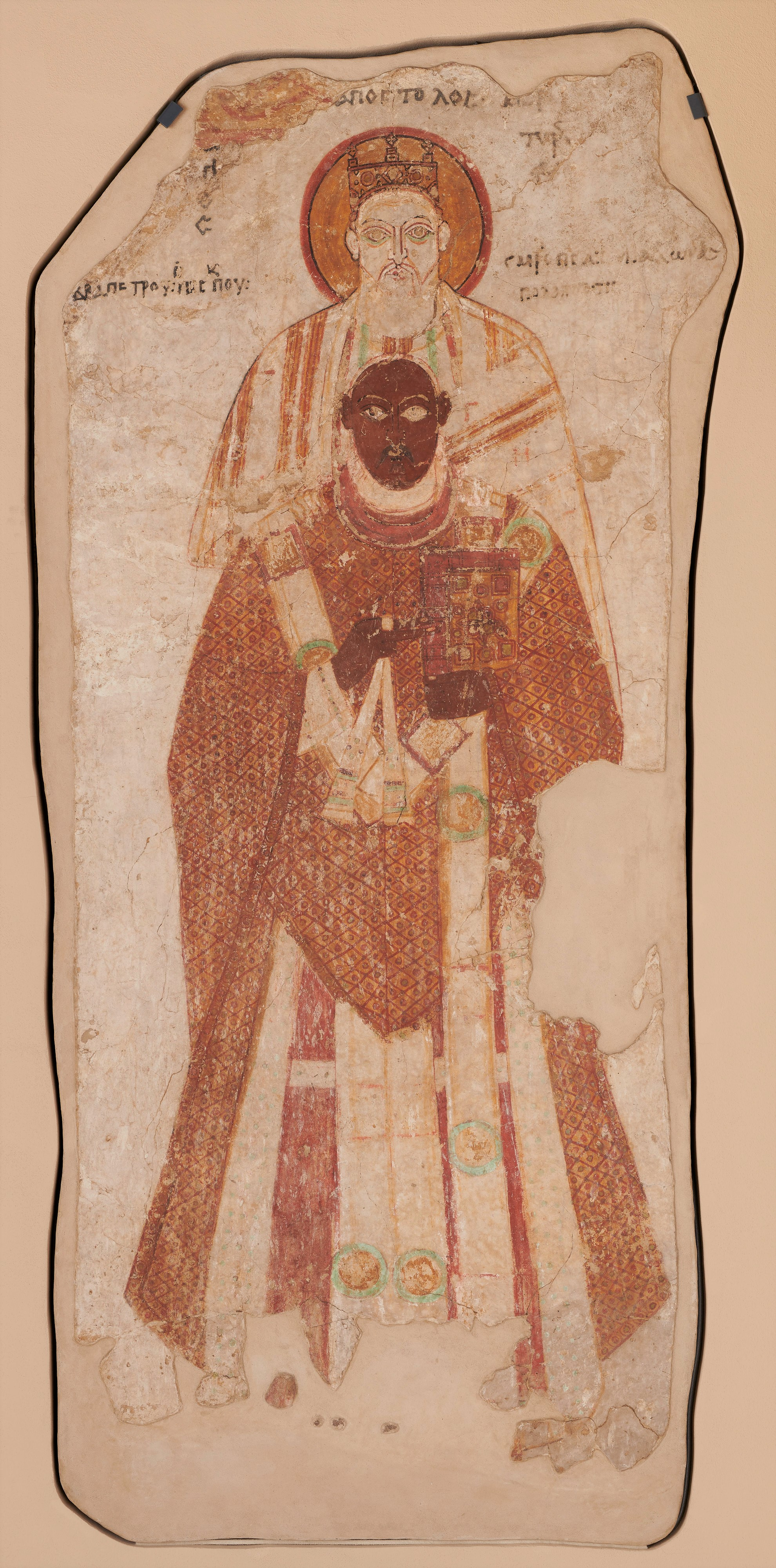
Епископ Петрос со святым апостолом Петром. Стенопись из собора в Фарасе, в настоящее время (после проведения реставрационных работ) находится в Галереи Фарас Национального Музея в Варшаве

1. Aetios — первый епископ Фараса, представляющий мелькитов. Он известен только по этому списку. Назначен скорее всего митрополитом Dongoli, занимал свой пост в 620—630 годы. Имя епископа свидетельствует о его византийском происхождении, начальная часть имени была реконструирована Стефаном Якобельским. Aetios считается основателем старейшего собора в Фарасе[4].
2. Sarapion
3. Запись нечитаема из-за плохой сохранности памятника.
4. Pilatos — епископ Фараса, о котором также известно по двум монограммам, сохранившихся на архитектурных элементах, что свидетельствует о его строительной деятельности. Монограммы имеют форму креста, на концах его перекладин находятся буквы, относящиеся к имени епископа, а также надпись ΠΟΛΛΑΤΑ ΕΤΙ, которая часто появляется в Фарасе и означает «многая лета»[2].
5. Paulos — епископ-проэдр Фараса, занимал пост в начале VIII века. Вблизи собора были найдены две мемориальные стелы, датированные 707 годом, записанные на греческом и коптском языках, которые упоминают епископа Paulos как основателя скинии, возникшей на месте собора Aetios[2].
6. Mena — епископ Фараса, умер ок. 730 года.
7. Mathaios — епископ Фараса до 766 года.
8. Ignatios — епископ Фараса до 802 года.
9. Joannes I — епископ Фараса до 809 года.
10. Joannes II — епископ Фараса, скорее всего, занял пост после 809 года.
11. Markos — епископ Фараса между 810—826 годами.
12. Khael I — епископ Фараса до 827 года.
13. Thomas — епископ Фараса до 862 года.
14. Iesou I — епископ Фараса до ок. 866 года.
15. Kyros — епископ Фараса в конце IX века, умер в 902 году. Принадлежал к монофизитам и происходил с территории Нубии. Его портрет сохранился на стенописи в соборе Фараса, это старейший памятник среди портретов епископов, украшающих стены собора. В настоящее время он находится в Национальном Музее в Хартуме[5].
16. Andreas — епископ Фараса до 903 года.
17. Kollouthos — епископ Фараса до 923 года.
18. Stephanos — епископ Фараса до 926 года.
19. Elias — епископ и митрополит Фараса до 953 года.
20. Aaron — епископ и митрополит Фараса до 972 года.
21. Petros I — епископ и митрополит Фараса, принадлежащий к монофизитам, занимал свой пост в 974—999 годах. Он изображен на стенописи в соборе, на изображении за ним находится апостол Пётр, в честь которого тот был назван[6].
22. Joannes III — епископ Фараса с 997 года по 21 сентября 1005 года. Его тело было похоронено в склепе, примыкающем к юго-восточной стене собора[5]. С него начинается период правления епископов, представляющих мелькитов. Во время своего понтификата провел ремонтные работы собора[6].
23. Merkourios — епископ Фараса с 1031 по 1052 годы. Его портрет находится на стене собора, отсутствие коптского головного убора указывается на принадлежность в мелькитам[6]. Надпись на его надгробной стеле называет его духовным сыном епископа Joannes[5].
24. Petros II — епископ Фараса до 1062 года.
25. Georgios — епископ Фараса до 1097 года. Его портрет является последним среди портретов епископов в соборе. Одежда указывает на его принадлежность к монофизитам[6].
26. Khael II — епископ Фараса до 1124 года.
27. Iesou II — последний из епископов Фараса в списке, занимал пост до 1170 или 1175 года[6].

В 1005 году пост епископа собора в Фарасе занял мелькит Марианос (Marianos), однако его имя не было включено в список. Он занимал свой пост, вероятнее всего, до 1031 года и умер в 1036 году. Надгробная надпись указывает местом его смерти Каср Ибрим, что, предположительно, стало причиной пропуска его имени в списке. Образ епископа Марианоса под защитой Божьей Матери с младенцем Христом сохранился в соборе, и в настоящее время находится в Польше, в Национальном Музее в Варшаве.